# Langues à Saint-Barthélemy
La langue officielle de Saint-Barthélemy est le français. On parle également le patois saint-barth et le créole saint-barth.

## Présentation
Les langues maternelles de la population de souche sont le patois saint-barth dans la partie sous-le-vent (à l'ouest) de l'île, le créole saint-barth dans la partie au-vent (à l'est).
Le patois est un parent proche du français québécois et des autres variétés du français populaire des Amériques tandis que le créole parlé (de moins en moins) est une variété archaïque du créole, très similaire au parler des îles des Saintes, ces deux langues de l'île étant parlées par la population d'ascendance européenne.
Le créole guadeloupéen est également très employé par la population.